# Sablia davosiana
Sablia davosiana är en fjärilsart som beskrevs av Kessler 1956. Sablia davosiana ingår i släktet Sablia och familjen nattflyn. Inga underarter finns listade.